# 1974 год
1974 (ты́сяча девятьсо́т се́мьдесят четвёртый) год  по григорианскому календарю — невисокосный год, начинающийся во вторник. Это 1974 год нашей эры, 4‑й год 8‑го десятилетия XX века 2‑го тысячелетия, 5‑й год 1970‑х годов. Он закончился 51 год назад.
| Пн | Вт | Ср | Чт | Пт | Сб | Вс |
|    | 1  | 2  | 3  | 4  | 5  | 6  |
| 7  | 8  | 9  | 10 | 11 | 12 | 13 |
| 14 | 15 | 16 | 17 | 18 | 19 | 20 |
| 21 | 22 | 23 | 24 | 25 | 26 | 27 |
| 28 | 29 | 30 | 31 |    |    |    |

| Пн | Вт | Ср | Чт | Пт | Сб | Вс |
|    |    |    |    | 1  | 2  | 3  |
| 4  | 5  | 6  | 7  | 8  | 9  | 10 |
| 11 | 12 | 13 | 14 | 15 | 16 | 17 |
| 18 | 19 | 20 | 21 | 22 | 23 | 24 |
| 25 | 26 | 27 | 28 |    |    |    |

| Пн | Вт | Ср | Чт | Пт | Сб | Вс |
|    |    |    |    | 1  | 2  | 3  |
| 4  | 5  | 6  | 7  | 8  | 9  | 10 |
| 11 | 12 | 13 | 14 | 15 | 16 | 17 |
| 18 | 19 | 20 | 21 | 22 | 23 | 24 |
| 25 | 26 | 27 | 28 | 29 | 30 | 31 |

| Пн | Вт | Ср | Чт | Пт | Сб | Вс |
| 1  | 2  | 3  | 4  | 5  | 6  | 7  |
| 8  | 9  | 10 | 11 | 12 | 13 | 14 |
| 15 | 16 | 17 | 18 | 19 | 20 | 21 |
| 22 | 23 | 24 | 25 | 26 | 27 | 28 |
| 29 | 30 |    |    |    |    |    |

| Пн | Вт | Ср | Чт | Пт | Сб | Вс |
|    |    | 1  | 2  | 3  | 4  | 5  |
| 6  | 7  | 8  | 9  | 10 | 11 | 12 |
| 13 | 14 | 15 | 16 | 17 | 18 | 19 |
| 20 | 21 | 22 | 23 | 24 | 25 | 26 |
| 27 | 28 | 29 | 30 | 31 |    |    |

| Пн | Вт | Ср | Чт | Пт | Сб | Вс |
|    |    |    |    |    | 1  | 2  |
| 3  | 4  | 5  | 6  | 7  | 8  | 9  |
| 10 | 11 | 12 | 13 | 14 | 15 | 16 |
| 17 | 18 | 19 | 20 | 21 | 22 | 23 |
| 24 | 25 | 26 | 27 | 28 | 29 | 30 |

| Пн | Вт | Ср | Чт | Пт | Сб | Вс |
| 1  | 2  | 3  | 4  | 5  | 6  | 7  |
| 8  | 9  | 10 | 11 | 12 | 13 | 14 |
| 15 | 16 | 17 | 18 | 19 | 20 | 21 |
| 22 | 23 | 24 | 25 | 26 | 27 | 28 |
| 29 | 30 | 31 |    |    |    |    |

| Пн | Вт | Ср | Чт | Пт | Сб | Вс |
|    |    |    | 1  | 2  | 3  | 4  |
| 5  | 6  | 7  | 8  | 9  | 10 | 11 |
| 12 | 13 | 14 | 15 | 16 | 17 | 18 |
| 19 | 20 | 21 | 22 | 23 | 24 | 25 |
| 26 | 27 | 28 | 29 | 30 | 31 |    |

| Пн | Вт | Ср | Чт | Пт | Сб | Вс |
|    |    |    |    |    |    | 1  |
| 2  | 3  | 4  | 5  | 6  | 7  | 8  |
| 9  | 10 | 11 | 12 | 13 | 14 | 15 |
| 16 | 17 | 18 | 19 | 20 | 21 | 22 |
| 23 | 24 | 25 | 26 | 27 | 28 | 29 |
| 30 |    |    |    |    |    |    |

| Пн | Вт | Ср | Чт | Пт | Сб | Вс |
|    | 1  | 2  | 3  | 4  | 5  | 6  |
| 7  | 8  | 9  | 10 | 11 | 12 | 13 |
| 14 | 15 | 16 | 17 | 18 | 19 | 20 |
| 21 | 22 | 23 | 24 | 25 | 26 | 27 |
| 28 | 29 | 30 | 31 |    |    |    |

| Пн | Вт | Ср | Чт | Пт | Сб | Вс |
|    |    |    |    | 1  | 2  | 3  |
| 4  | 5  | 6  | 7  | 8  | 9  | 10 |
| 11 | 12 | 13 | 14 | 15 | 16 | 17 |
| 18 | 19 | 20 | 21 | 22 | 23 | 24 |
| 25 | 26 | 27 | 28 | 29 | 30 |    |

| Пн | Вт | Ср | Чт | Пт | Сб | Вс |
|    |    |    |    |    |    | 1  |
| 2  | 3  | 4  | 5  | 6  | 7  | 8  |
| 9  | 10 | 11 | 12 | 13 | 14 | 15 |
| 16 | 17 | 18 | 19 | 20 | 21 | 22 |
| 23 | 24 | 25 | 26 | 27 | 28 | 29 |
| 30 | 31 |    |    |    |    |    |

## События
- Население Земли — 4 миллиарда человек.

### Январь

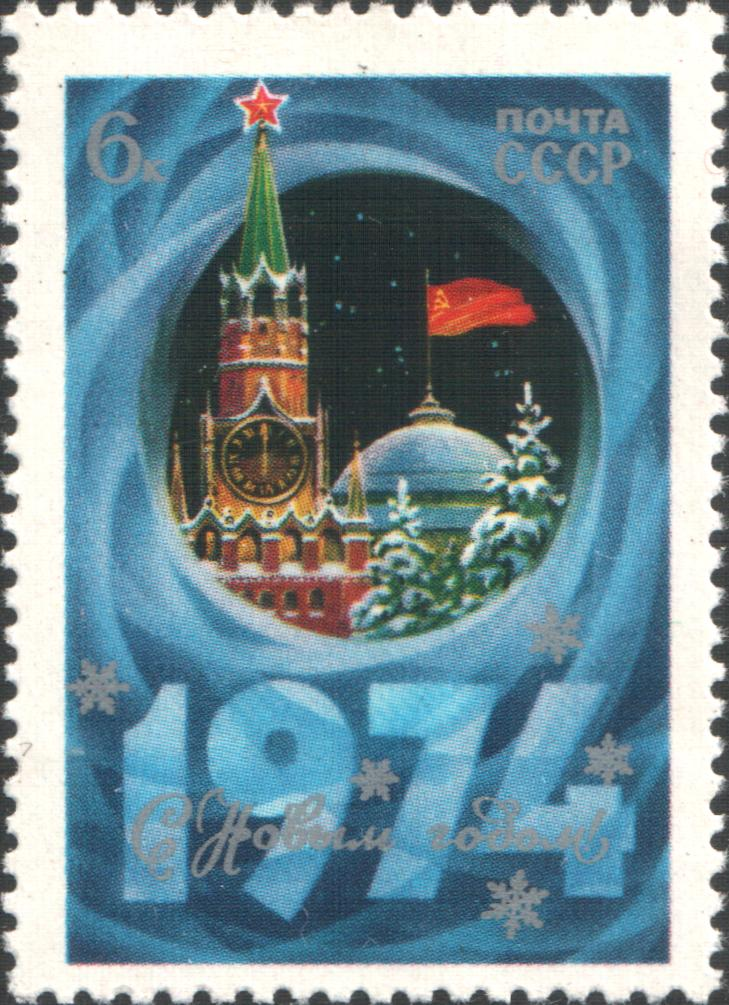
Почтовая марка СССР

- Почтовая марка СССР1 января — вступили в силу «Общие условия монтажа и других технических услуг 1973 года» и «Общие условия технического обслуживания машин, оборудования и других изделий 1973 года» между странами Совета экономической взаимопомощи[1].
- 6 января — Катастрофа Ан-24 под Мукачевом, погибли 24 человека.
- 7 января — в районе Витебска потерпел крушение советский военно-транспортный самолёт Ан-12БП, погибли 22 человека[2].
- 12 января — ливийский лидер Муаммар Каддафи и президент Туниса Хабиб Бургиба объявили о предстоящем объединении Туниса и Ливии в Арабскую Исламскую Республику. Объединение не состоялось[3].
- 15 января — в Бразилии коллегией выборщиков избран новый президент – Эрнесту Гайзел (вступил в должность 15 марта).
- 18 января
  - В СССР учреждён Орден Трудовой Славы трёх степеней.
  - На 101-м километре шоссе Каир-Суэц подписано соглашение между Египтом и Израилем о разъединении войск (началось 25 января и закончилось 3 марта)[4].
- 26 января — новое коалиционное правительство Турции возглавил Бюлент Эджевит.
- 30 января — Катастрофа Boeing 707 в Паго-Паго — крупнейшая в Американском Самоа (97 погибших).

### Февраль
- 1 февраля — пожар в офисном здании в Сан-Паулу (Бразилия), погибли 179 человек.
- 3 февраля — президентом Коста-Рики избран Даниэль Одубер (получил 43,4 % голосов, приступил к обязанностям 8 мая)[5]..
- 7 февраля — провозглашена независимость острова Гренада, бывшей британской колонии. Первым премьер-министром страны стал Эрик Гейри.
- 17 февраля — в столице Эфиопии Аддис-Абебе началась забастовка водителей такси, недовольных ростом цен на бензин. Она переросла в волнения населения, положившие начало Эфиопской революции.
- 21 февраля — принята новая конституция Югославии значительно расширившая полномочия союзных республик и наделив такими же правами автономные края Сербии – Воеводину и Косово.
- 22 февраля — премьер-министр Пакистана Зульфикар Али Бхутто заявил об официальном признании независимости государства Бангладеш.
- 23 февраля — в Португалии вышла книга генерала Антониу ди Спинолы «Португалия и будущее», внёсшая раскол в общество.
- 25 февраля — в Эфиопии восстала 2-я армейская дивизия в Эритрее и главная база ВМС в Массауа. Через день восстала главная база ВВС в Дэбрэ-Зэйт.
- 27 февраля — советский самолёт Ан-24ЛР совершил вынужденную посадку в аэропорту Гамбелл на острове Святого Лаврентия. После дозаправки он смог благополучно взлететь.
- 28 февраля — парламентские выборы в Великобритании, не принесшие устойчивого большинства в Палате общин ни одной из ведущих партий (консерваторы – 37,9 %, 297 мест из 635 в Палате общин, лейбористы – 37,2 % и 301 место). Новое правительство возглавил лейборист Гарольд Вильсон.

### Март
- 2 марта — на 1-й сессии Народного собрания Бирмы избран Государственный совет во главе с У Не Вином, ставшим главой страны. 4 марта образован Совет Министров во главе с Сейн Вином. Революционный совет страны распущен[6].
- 3 марта
  - Во Франции сформировано новое правительство его снова возглавил Пьер Мессмер. Состав правительства составили 16 министров вместо прежних 23, а также 13 государственных секретарей в место 15[7].
  - Во Франции под Парижем разбился DC-10 Турецких авиалиний. Погибли 346 человек — крупнейшая авиакатастрофа того времени.
  - В Гватемале прошли президентские и парламентские выборы. 4 марта правительство признало победу оппозиции, но 6 марта избирательный трибунал заявил, что правительственный кандидат генерал Эухенио Лаухеруд Гарсиа победил генерала в отставке Эфраина Риоса Монтта.
- 4 марта — В Великобритании подало в отставку правительство возглавляемое Эдвардом Хитом. Отставка вызвана поражением, которое консервативная партия потерпела на состоявшихся в Англии парламентских выборах[8]. Сформировано новое правительство возглавляемое лидером победившей на выборах Лейбористской партии Гарольдом Вильсоном.
- 5 марта — император Эфиопии Хайле Селассие I после народных волнений и восстаний в армии объявил об изменениях в конституции и широких реформах.
- 6 марта — новое правительство Израиля вновь сформировала Голда Меир.
- 7 марта — в Эфиопии началась трёхдневная всеобщая забастовка.
- 9 марта — Война во Вьетнаме: при обстреле партизанами деревни с начальной школой в Южном Вьетнаме погибли 23 ребёнка[9][10].
- 10 марта
  - Спустя 29 лет после окончания Второй мировой войны филиппинским властям сдался последний солдат японской императорской армии – Хиро Онода.
  - В Бельгии состоялись досрочные парламентские выборы. Победу одержала социалистическая партия, получившая 26,7 % голосов и 59 из 212 мест в Палата представителей.
  - На парламентских выборах в Сальвадоре победила правящая правоконсервативная Национальная коалиционная партия, завоевавшая 36 из 52 мест в Законодательной ассамблее.
- 13 марта — Катастрофа Convair 440 под Бишопом (Калифорния, США), погибли 36 человек.
- 16 марта
  - В Португалии восстал 5-й бронекавалерийский полк в Калдаш-да-Раинья, начавший поход на Лиссабон. Восставшие требовали восстановить на постах уволенных в отставку начальника Генштаба генерала Ф. Кошта Гомиша и его заместителя генерала А. ди Спинолу. Восставшие не нашли поддержки и были вынуждены сдаться[11].
  - В Биратнагаре совершено покушение на короля Непала Бирендру. Возле машины его кортежа произошёл взрыв, но король не пострадал.
- 18 марта — конференция ОАПЕК приняла решение о прекращении эмбарго на поставки нефти в США, введённое в октябре 1973 года[12].
- 20 марта
  - В СССР принято постановление ЦК КПСС и Совета министров СССР о ликвидации «неперспективных деревень», согласно которому в Нечернозёмной зоне РСФСР из 143 тысяч населённых пунктов должны были быть ликвидированы 114 тысяч, 170 тысяч семей планировалось переселить в «благоустроенные колхозные и совхозные поселения», а также предоставить им существенные льготы и кредиты для индивидуального строительства[13]
  - Вечером в центре Лондона безработный Иан Болл обстрелял машину, в которой ехала принцесса Анна и её муж Марк Филлипс. Члены королевской семьи не пострадали[14].
- 28 марта — министры иностранных дел всех семи стран, граничащих с Балтийским морем – Советского Союза, ФРГ, ГДР, Польши, Швеции, Дании и Финляндии – подписали договор, запрещающий сброс твёрдых отходов в общий для всех водоём, а также предусматривающий строгий контроль загрязнения моря ДДТ и ртутью.
- 28 марта — вновь учреждённый пост президента Румынии занял Николае Чаушеску. Председателем Совета министров избран Маня Мэнеску.

### Апрель
- 2 апреля — умер президент Франции Жорж Помпиду.
- 3 апреля — в Ливии объявлено, что Муаммар Каддафи, оставаясь главой государства и главнокомандующим, освобождён от всех политических, административных и представительских функций, чтобы сосредоточиться на «идеологической работе»[15].
- 4 апреля — подал в отставку премьер-министр Лаоса Суванна Фума. На следующий день он сформировал коалиционное Временное правительство национального единства с участием Патриотического фронта Лаоса.
- 5 апреля — в Лаосе сформирован Национальный политический коалиционный совет во главе с председателем ЦК Патриотического фронта принцем Суфанувонгом[16].
- 6 апреля — в результате крушения вертолёта «Ми-4» в районе г. Хива (Узбекская ССР) погибли 8 человек[17].
- 7 апреля — в Эфиопии восстала 3-я пехотная дивизия.
- 11 апреля — Голда Меир ушла в отставку с поста премьер-министра Израиля.
- 15 апреля — военный переворот в Нигере. Президент Амани Диори свергнут, правящая Прогрессивная партия распущена. К власти пришёл Верховный военный совет во главе с подполковником Сейни Кунче.
- 18 апреля
  - В Португалии «Движение капитанов» приняло окончательное решение о свержении правящего режима Марселу Каэтану.
  - Президент Египта Анвар Садат провозгласил «Октябрьский документ». Объявлена политика «открытых дверей» для иностранного капитала («инфитах») и постепенный отказ от однопартийной системы[18].
- 21 апреля — президентом Колумбии избран кандидат правящей либеральной партии Альфонсо Лопес Микельсен, получивший 56,3 % голосов (вступил на пост 8 августа).
- 23 апреля — на острове Бали (Индонезия) произошла катастрофа авиалайнера Boeing 707 компании Pan American, в результате которой погибли 107 человек.
- 24 апреля
  - В Португалии победила «Революции гвоздик», фашистский режим свергнут. Началась новая республика. Совет национального спасения возглавил генерал Антониу ди Спинола[19].
  - Принята новая конституция Никарагуа.
  - В ЮАР прошли парламентские выборы, правящая Национальная партия получила 122 места из 171.[20]
- 25 апреля
  - В Луангпхабанге открылась первая сессия Национального политического коалиционного совета Лаоса под председательством принца Суфанувонга.
  - В Бельгии после выборов сформировано новое коалиционное правительство во главе с лидером социал-христианской партии Лео Тиндемансом.
- 27 апреля — Катастрофа Ил-18 под Ленинградом — крупнейшая в Ленинградской области (109 погибших).
- 30 апреля — эфиопская армия, контролируемая молодыми офицерами во главе с Менгисту Хайле Мариамом, провела первые аресты в столице[21].

### Май
- 7 мая — отставка Федерального канцлера Германии Вилли Брандта после того как один из его ближайших помощников, Гюнтер Гийом, был разоблачён как агент Штази, секретной службы ГДР.
- 9 мая — открытие Пражского метрополитена.
- 11 мая — катастрофа Ан-2 под Кахи (Азербайджан), погибло 8 человек.
- 15 мая
  - Вальтер Шеель избран президентом ФРГ.
  - На пост президента Португалии вступил председатель Совета национального спасения Антониу ди Спинола, новым премьер-министром назначен Аделину да Палма Карлуш.
- 16 мая
  - Гельмут Шмидт избран пятым федеральным канцлером ФРГ вместо Вилли Брандта, ушедшего в отставку 6 мая.
  - На заседании Союзной Скупщины Югославии Иосип Броз Тито избран президентом страны без ограничения срока пребывания на этом посту[22].
  - Президентом Доминиканской Республики в очередной раз переизбран Хоакин Балагер.
- 18 мая
  - Испытание первой в истории Индии атомной бомбы под кодовым именем «Улыбающийся Будда»[23].
  - Досрочные парламентские выборы в Австралии[англ.], победила правящая лейбористская партия, 11 июня новое правительство вновь сформировал Эдвард Гоф Уитлэм.
- 19 мая — Валери Жискар д’Эстен стал двадцатым президентом Французской Республики (победил во 2-м туре президентских выборов).
- 23 мая — Катастрофа Як-40 под Киевом.
- 27 — 30 мая — на Х съезде Союза коммунистов Югославии Иосип Броз Тито избран Председателем СКЮ без ограничения срока пребывания на этом посту[22].
- 28 мая — Ицхак Рабин в качестве нового премьер-министра сформировал новое правительство Израиля.
- 31 мая — подписано соглашение между Сирией и Израилем о разъединении войск (прошло 5-25 июня)[24].

### Июнь
- 2 июня — Конституционный референдум 1974 года в Мали. Принята правящим Военным комитетом национального освобождения Конституции 1974 года, вступившая в силу через 5 лет.
- 9 июня — президент Египта Анвар Садат подписал Закон № 43, провозглашающий политику «открытых дверей» («инфитах») для иностранного капитала[25].
- 12 июня — на сессии Великого народного хурала МНР Первый секретарь МНРП Юмжагийн Цеденбал избран председателем президиума ВНХ и освобождён от обязанностей председателя Совета Министров. Председателем Совмина назначен Жамбын Батмунх.
- 12 июня — в Бангладеш закончена миссия советских военных специалистов, производивших разминирование акватории порта Читтагонг и подъём судов, затонувших во время войны за независимость страны[26].
- 13 июня — 7 июля — в ФРГ прошёл 10-й чемпионат мира по футболу. Победив в финале сборную Нидерландов 2:1, хозяева чемпионата во второй раз в своей истории стали чемпионами мира.
- 13 июня
  - Катастрофа Ми-8 в Нефтеюганске.
  - Военный переворот в Северном Йемене. Главой правящего Совета Военного Командования стал подполковник Ибрагим аль-Хамди[27].
- 15 июня — сформировано новое правительство Люксембурга во главе с Гастоном Торном.
- 16 июня — состоялись выборы в Верховный Совет СССР 9-го созыва.
- 23 июня — новым президентом Австрии избран Рудольф Кирхшлегер (предыдущий, Франц Йонас, умер 24 апреля).
- 24 июня — Катастрофа Ил-18 в Ташкенте.
- 26 июня — Минску присвоено звание города-героя.
- 26 июня — президент Сирии Хафез Асад поднял сирийский флаг над Эль-Кунейтрой, оставленной израильской армией в соответствии с соглашением о разделении войск на сирийском фронте[28][29]
- 28 июня — эфиопская армия взяла под контроль Аддис-Абебу[30].
- 30 июня — прошли выборы в альтинг Исландии.

### Июль
- 1 июля
  - Скончался президент Аргентины генерал Хуан Доминго Перон. На пост президента вступила его жена, вице-президент страны Мария Эстела Мартинес де Перон
  - В Эфиопии официально объявлено о создании Временного военно-административного совета (Дерга), ставшего высшим коллегиальным органом государственной власти в стране.
  - На пост президента Гватемалы вступил генерал Эухенио Кьель Лаугеруд Гарсиа.
- 3 июля — в ходе визита президента США Ричарда Никсона в СССР (27 июня — 3 июля) подписан Договор об ограничении подземных испытаний ядерного оружия[31].
- 3—19 июля — полёт космического корабля Союз-14. Экипаж — П. Р. Попович, Ю. П. Артюхин.
- 7 июля — по распоряжению Дерга в Эфиопии начались аресты руководителей правительства и армии.
- 8 июля
  - В СССР вышло совместное постановление ЦК КПСС и Совета Министров СССР о строительстве Байкало-Амурской магистрали (БАМ).
  - На прошедших в Канаде внеочередных парламентских выборах победила Либеральная партия премьер-министра Пьера Эллиота Трюдо.
- 9 июля
  - Ушло в отставку временное правительство Португалии во главе с Аделину да Палма Карлушем.
  - Депутаты Национального собрания Лаоса распространили общественную петицию с требованием вывода из страны войск Вьетнама. После этого правительство предложило королю распустить Национальное собрание.
- 10 июля — Катастрофа Ту-154 под Каиром.
- 11 июля — в Могадишо Председателем Президиума Верховного Совета СССР Н. В. Подгорным и президентом Демократической Республики Сомали генералом Мухаммедом Сиадом Барре подписан Советско-сомалийский договор о дружбе и сотрудничестве[32].
- 12 июля — в Португалии создано Оперативное командование на континенте (КОПКОН) во главе с майором артиллерии Отелу Сарайва ди Карвалью, получившем звание бригадного генерала[33].
- 13 июля — новым премьер-министром Португалии назначен полковник Вашку Гонсалвиш, 17 июля сформировавший новое правительство[34].
- 15 июля — на Кипре произошёл государственный переворот с целью присоединения к Греции.
- 17 июля — в лондонском Тауэре взорвана бомба, один человек погиб.
- 20 июля — начало турецкого вторжения на Кипр[35].
- 22 июля — по требованию вооружённых сил Эфиопии новым премьер-министром страны назначен Микаэл Имру[англ.].
- 23 июля — свергнута диктатура «чёрных полковников» в Греции, правительство А. Андруцопулоса ушло в отставку[36].
- 24 июля
  - Новое гражданское правительство Греции возглавил Константинос Караманлис.
  - Электровоз ЧС200-001, при ширине колеи 1435 мм в Чехословакии на экспериментальном кольце ŽZO Cerhenicích (Velim), развил скорость 210 км/ч.
- 26 июля — на первой сессии Верховного Совета СССР девятого созыва Председателем Президиума Верховного Совета СССР вновь избран Н. В. Подгорный, а Председателем Совета Министров СССР — А. Н. Косыгин.
- 27 июля — Катастрофа Ан-2 в Пителино.

### Август
- 4–8 августа — первый Чемпионат мира по шахматам среди компьютерных программ в Стокгольме, Швеция. Победителем стала советская компьютерная шахматная программа Каисса[37].
- 7–8 августа — при восхождении на пик Ленина погибла альпинистская женская команда Эльвиры Шатаевой (8 человек).
- 9 августа — в результате продолжавшегося более года расследования скандала Уотергейт президент США Ричард Никсон ушёл в отставку (первая отставка главы государства за всю историю страны). Президентом становится вице-президент Джеральд Форд.
- 16 августа — по приказу Дерга в Аддис-Абебу входят бронетанковые части. Объявлено об упразднении Совета Короны и других органов императорской власти в Эфиопии[38]/.
- 17 августа — президентом Индии избран Фахруддин Али Ахмед.
- 20 августа — президент США Джеральд Форд объявил о назначении вице-президентом страны Нельсона Рокфеллера.
- 24 августа — на парламентских выборах в Малайзии победил правящий Национальный фронт премьер-министра Абдул Разака, получивший 60,8 % голосов и 135 из 154 мест в Палате представителей.
- 25 августа — состоялась однодневная персональная уличная выставка-акция живописи и графики Александра Попова на Гоголевском бульваре Москвы, которая положила начало новому типу выставок, ставших частью культуры 1970-х годов.
- 26–28 августа — полёт космического корабля Союз-15. Экипаж — Г. В. Сарафанов, Л. С. Дёмин.
- 26 августа — Португалия подписала в Алжире декларацию, фиксирующую официальное прекращение военных действий в Гвинее-Бисау, а 10 сентября признала её в качестве суверенного государства[39].
- 27 августа — новое правительство Исландии сформировал лидер Партии независимости Гейр Хадльгримссон.
- 28 августа
  - Совет министров СССР утвердил новое Положение о паспортной системе в стране, предусматривавшее обязанность иметь паспорт всем гражданам, достигшим шестнадцати лет.
  - Президент США Джеральд Форд заявил на пресс-конференции, что СССР создал военно-морскую базу в порту Бербера (Сомали).
- 31 августа — правительство Греции официально объявило о решении выйти из военной части НАТО.

### Сентябрь
- 1 сентября — президентом Никарагуа вновь избран Анастасио Сомоса.
- 6 сентября — новым премьер-министром Новой Зеландии стал Билл Роулинг.
- 7 сентября — Португалия и ФРЕЛИМО в Лусаке подписали соглашение о немедленном прекращении боевых действий и предоставлении независимости Мозамбику с 25 июня 1975 года[39].
- 8 сентября — Взрыв Boeing 707 над Ионическим морем, 88 погибших.
- 11 сентября — Катастрофа DC-9 под Шарлоттом.
- 12 сентября — низложен император Эфиопии Хайле Селассие I. Власть перешла к Временному военно-административному совету и его главе генералу Аману Андому
- 15 сентября — «Бульдозерная выставка» в московском лесопарке Беляево.
- 17 сентября — в члены ООН приняты Бангладеш, Гвинея-Бисау и Гренада.
- 19 сентября — в Буэнос-Айресе захвачены совладельцы крупной компании «Бунхе и Борн» (Аргентина) — братья Борн — Хорхе и Хуан[40], за которых позднее будет выплачено 64 миллиона долларов США — самый крупный выкуп в мировой истории на тот момент[41][42].
- 30 сентября
  - Политический кризис в Португалии. Отставка президента генерала Антониу ди Спинолы. Совет национального спасения назначил новым президентом страны генерала Франсишку да Кошта Гомиша[43].
  - В Буэнос-Айресе взорвана машина бывшего командующего вооружёнными силами Чили генерала Карлоса Пратса. Генерал и его жена погибли.

### Октябрь
- 2 октября — ядерный взрыв «Кристалл» в Якутии мощностью 1,7 килотонны.
- 4 октября — Столкновение Ан-2 и Ан-12 над Иркутском.
- 6 октября — на очередных выборах в Народное собрание Албании объявлено о явке 100 % избирателей.
- 10 октября — Досрочные парламентские выборы в Великобритании, на которых победили лейбористы во главе с Гарольдом Вильсоном.
- 21 октября — в Анголе подписано соглашение о прекращении огня между правительством Португалии и МПЛА.
- 26 октября — после всеобщих выборах в Ботсване президент Серетсе Кхама сохранил свой пост.
- 28 октября 
  - В СССР учреждён Орден «За службу Родине в Вооружённых Силах СССР» трёх степеней.
  - Президентом Кении в третий раз избран Джомо Кениата.

### Ноябрь
- 1 ноября — в районе Сургута столкнулись самолёт Ан-2 и вертолёт Ми-8, погибли 38 человек.
- 3 ноября
  - Президентом Сингапура избран Б. Г. Ширс.
  - Президентом Туниса вновь переизбран Хабиб Бургиба.
  - В Бердянске (Запорожская область), сержант-пограничник, отличник боевой и политической подготовки войск КГБ СССР, в результате алкогольного опьянения захватил весь боевой арсенал погранзаставы и открыл огонь из автомата по прохожим, в результате чего несколько десятков человек было убито и ранено. В ходе следствия преступник был признан невменяемым и помещен в психиатрическую лечебницу, откуда через несколько лет вышел.
- 14 ноября — в Ливии реорганизовано правительство Абдель Салама Джеллуда. Муаммар Каддафи вновь в полном объёме взял на себя функции главы государства, от которых частично отказался в апреле[15].
- 17 ноября
  - В Греции состоялись парламентские выборы. Партия «Новая демократия» получила 54,4 % голосов, её лидер Константинос Караманлис возглавил правительство[44].
  - Новое правительство Турции возглавил сенатор Махмут Сади Ырмак.
- 20 ноября — Катастрофа Boeing 747 в Найроби.
- 23 ноября
  - В Эфиопии казнены 57 представителей эфиопской знати — сторонников императора, среди которых были два бывших премьер-министра, 12 губернаторов провинций, 18 генералов и внук Хайле Селассие I. В ходе переворота убит и глава военного режима генерал Аман Андом[45].
  - В Италии принесло присягу новое правительство, сформированное Альдо Моро из представителей Христианско-демократической и республиканской партий.
- 23—24 ноября — в районе Владивостока прошла рабочая встреча генерального секретаря ЦК КПСС Л. И. Брежнева и президента США Д. Форда.
- 26 ноября — в г. Алжире подписано соглашение между Португалией и Движением за освобождение островов Сан-Томе и Принсипи о предоставлении Португалией независимости островам 12 июля 1975 года[46].
- 28 ноября — Временный военно-административный совет Эфиопии избрал своим председателем (главой страны) генерала Тэфэри Бенти.

### Декабрь
- 1 декабря — Катастрофа Boeing 727 под Вашингтоном — крупнейшая в штате Виргиния (92 погибших).
- 2—8 декабря — полёт космического корабля Союз-16 по программе «Союз — Аполлон». Экипаж — Герои Советского Союза А. В. Филипченко, Н. Н. Рукавишников.
- 3 декабря — президентом Ирландии вместо умершего 17 ноября Э. Г. Чайлдерса провозглашён (без проведения выборов) Кэрролл О'Дэли (вступил на пост 19 декабря).
- 4 декабря — Катастрофа DC-8 в Маскелии.
- 5 декабря — сформировано новое правительство Ливана во главе с Р. ас-Сольхом (прежнее, во главе с Т. ас-Сольхом, ушло в отставку 25 сентября).
- 8 декабря — на референдуме в Греции за установление республиканского строя и против монархии высказалось 69,2 % избирателей.
- 9 декабря — новым премьер-министром Японии вместо ушедшего в отставку 26 ноября Какуэя Танаки стал Такэо Мики.
- 14 декабря
  - ООН провозгласила Декларацию о защите женщин и детей в чрезвычайных обстоятельствах и в период вооружённых конфликтов.
  - Во время гастролей в Канаде бежал на Запад солист Кировского балета Михаил Барышников.
  - Катастрофа Як-40 в Бухаре. Погибли 7 человек.
- 17 декабря — в Анголе марксистское движение МПЛА заключило соглашение с группировкой бывших катангских жандармов FNLC[47]. Образуется военно-политический альянс, направленный против ФНЛА и УНИТА. FNLC активно включилось в гражданскую войну на стороне МПЛА.
- 18 декабря
  - Парламент Греции избрал временным президентом страны Михаила Стасинопулоса.
  - Правительство Португалии подписало соглашение с движением ПАИГК о провозглашении 5 июля 1975 года независимости Островам Зелёного Мыса.
- 20 декабря — руководство Эфиопии опубликовало политическую декларацию, провозгласив курс на строительство социализма.
- 20 декабря в Гватемале арестован и убит генеральный секретарь ЦК Гватемальской партии труда У. Альварадо.
  - Конгресс США принял законопроект о торговой реформе, содержащий в отношении СССР и ряда других государств дискриминационные оговорки и ограничения (подписан президентом США 3 января 1975 г.).
- 27 декабря — президентом Гвинеи в очередной раз переизбран Ахмед Секу Туре.
- 28 декабря — премьер-министр Бангладеш Муджибур Рахман вводит в стране чрезвычайное положение[48].
- 28 декабря  — в Никарагуа подразделение Сандинистского фронта национального освобождения «Хуан Хосе Кесадо» захватило на вилле Хосе Мария Кастильо в Манагуа посла США Тернера Шелтона и видных деятелей правящего режима. 29 декабря сандинисты освободили заложников и покинули страну после того, как из тюрем выпустили группу лидеров СФНО во главе с Даниэлем Ортегой.

## Персоны года
Человек года по версии журнала Time — Фейсал ас-Сауд, король Саудовской Аравии.

## Родились
См. также: Категория:Родившиеся в 1974 году

### Январь
- 5 января — Дейзи Бейтс, британская актриса.
- 8 января — Фина Валеева, актриса театра. Народная артистка Республики Башкортостан (2013).
- 9 января — Баян Есентаева, казахстанский продюсер, глава компании Shine Production, телеведущая, актриса, певица.
- 12 января
  - Константин Ивлев, российский шеф-повар и телеведущий.
  - Мелани Си, британская певица, автор песен.
- 14 января — Тимур Ведерников, российский актёр, певец, музыкант, композитор, продюсер.
- 15 января — Рэйчел Рой, американский модельер.
- 16 января — Кейт Мосс, британская фотомодель.
- 17 января — Митя Фомин, российский певец, танцор, продюсер.
- 19 января
  - Влад Сташевский, российский эстрадный поп-исполнитель.
  - Натасия Мальте, норвежская актриса и модель.
- 20 января — Татьяна Беличенко, российский теле- и кинопродюсер, директор по производству и разработке кинокомпании «Амедиа».
- 22 января — Джозеф Мускат, мальтийский политик, Премьер-министр Мальты.
- 23 января — Тиффани Тиссен, американская актриса, продюсер и режиссёр
- 25 января — Дмитрий Казнин, российский журналист, радио- и телеведущий.
- 27 января — Уле-Эйнар Бьёрндален, норвежский биатлонист и лыжник.
- 28 января — Флоренсия Ферре, мексиканская актриса и фотомодель.
- 30 января
  - Кристиан Бейл, британский актёр.
  - Оливия Колман, британская актриса кино и телевидения.
- 31 января — Анна Силк, канадская актриса.

### Февраль
- 3 февраля — Евгения Игумнова, актриса театра и кино.
- 4 февраля — Урмила Матондкар, индийская киноактриса, телеведущая и певица.
- 7 февраля — Стив Нэш, канадский баскетболист.
- 9 февраля — Эмбер Валлетта, американская топ-модель, телеведущая и актриса
- 10 февраля — Элизабет Бэнкс, американская актриса и режиссёр
- 12 февраля
  - Мэри Вагнер, канадский пролайфер, правозащитник, узник совести.
  - Дмитрий Лоськов, российский футболист, полузащитник.
- 13 февраля
  - Робби Уильямс, британский поп-певец.
  - Алиса Хазанова, российская актриса театра и кино.
  - Гарик Мартиросян, шоумен, телеведущий, актёр, юморист.
- 14 февраля — Евгений Осокин, российский военнослужащий, лейтенант, Герой Российской Федерации (посмертно, ум. в 1996),
- 15 февраля
  - Джина Линн, американская фотомодель, телеведущая и актриса.
  - Миранда Джулай, американская актриса, писательница, кинорежиссёр.
- 18 февраля
  - Евгений Кафельников, российский теннисист.
  - Надин Лабаки, ливанская актриса, режиссёр, сценарист, клипмейкер.
  - Замира Колхиева, российская актриса.
- 20 февраля 
  - Офелия Винтер, французская певица, актриса и телеведущая.
  - Вера Ильина, советская и российская прыгунья в воду, олимпийская чемпионка, заслуженный мастер спорта России.
- 22 февраля — Джеймс Блант, британский музыкант.
- 23 февраля — Мария Аксёнова, российская писательница.
- 24 февраля — Бонни Сомервилл, американская актриса и певица.
- 25 февраля — Андрей Панов, российский военнослужащий, гвардии старший лейтенант ВДВ, Герой Российской Федерации (посмертно, ум. в 2000),
- 26 февраля — Себастьян Лёб, французский автогонщик.
- 28 февраля — Аманда Аббингтон, английская актриса.

### Март
- 1 марта — Кара Буоно, американская актриса, двукратный номинант на премию «Эмми».
- 3 марта — Олег Чубыкин, российский рок-музыкант и саунд-продюсер
- 4 марта — Наталья Лагода, российская эстрадная певица, модель, лауреат фестиваля «Песня года». (ум. в 2015)
- 5 марта — Ева Мендес, американская актриса.
- 6 марта — Владимир Кисаров, российский актёр театра и кино.
- 7 марта — Дженна Фишер, американская актриса.
- 8 марта
  - Кристиана Пауль, немецкая актриса, фотомодель и врач.
  - Ольга Понизова, российская актриса театра и кино.
- 12 марта — Скарлет Ортис, венесуэльская актриса.
- 14 марта — Грейс Пак, американо-канадская актриса корейского происхождения.
- 15 марта — Дмитрий Саутин, советский и российский прыгун в воду, двукратный олимпийский чемпион, пятикратный чемпион мира, одиннадцатикратный чемпион Европы заслуженный мастер спорта России
- 16 марта — Екатерина Волкова, российская актриса кино и театра, певица, автор песен, модель.
- 17 марта — Мариса Куглан, американская актриса, сценарист и кинопродюсер.
- 20 марта
  - Паула Гарсес, американская актриса.
  - Джанин Кунце, немецкая актриса.
- 21 марта — Лора Аллен, американская актриса.
- 24 марта 
  - Сергей Клюгин, российский прыгун в высоту, тренер национальной сборной по лёгкой атлетике, олимпийский чемпион (2000) и трёхкратный чемпион России, заслуженный мастер спорта России, заслуженный тренер России.
  - Элисон Ханниган, американская актриса.
- 25 марта
  - Эдуард Алексеев, сержант ВС Российской Федерации, Герой Российской Федерации (посмертно, ум. в 1996).
  - Ксения Раппопорт, российская актриса театра и кино.
  - Ларк Вурхис, американская актриса, кинопродюсер, певица и фотомодель.
- 26 марта — Кристина Зурер, швейцарская автогонщица, телеведущая и фотомодель.
- 31 марта
  - Виктория Смарфит, ирландская актриса, блогер и общественный деятель.
  - Натали, российская эстрадная певица, композитор, автор песен.

### Апрель
- 1 апреля — Беатриз Батарда, португальская актриса.
- 5 апреля — Вячеслав Воронин, российский прыгун в высоту, Чемпион мира (1999), чемпион России (1999, 2005), рекордсмен России, заслуженный мастер спорта России.
- 6 апреля
  - Карла Петерсон, аргентинская актриса театра, кино и телевидения.
  - Нивея Стелманн, бразильская актриса.
- 9 апреля
  - Дженна Джеймсон, американская фотомодель и предприниматель.
  - Алексей Ширяев, младший лейтенант внутренней службы России, Герой Российской Федерации (посмертно, ум. в 2000).
- 10 апреля — Денис Беспалый, российский актёр театра и кино.
- 11 апреля — Триша Хелфер, канадская киноактриса и фотомодель.
- 12 апреля — Марли Шелтон, американская актриса.
- 13 апреля
  - Сергей Гончар, российский хоккеист, заслуженный мастер спорта России, обладатель Кубка Стэнли.
  - Марта Яндова, чешская певица.
- 14 апреля — Мари Робертсон, шведская киноактриса
- 15 апреля
  - Габриела Дуарте, известная бразильская актриса.
  - Ирина Линдт, российская актриса театра и кино.
- 16 апреля
  - Эдуард Петров, тележурналист.
  - Сюй Цзинлэй, китайская киноактриса, сценарист, режиссёр.
  - Василиса Володина, российский астролог и телеведущая.
- 17 апреля — Виктория Бекхэм, британская певица, автор песен, танцовщица, модель, актриса, дизайнер моды и предприниматель.
- 18 апреля — Эдгар Райт, британский режиссёр и сценарист.
- 20 апреля — Татьяна Геворкян, российская телеведущая, журналист, актриса.
- 21 апреля — Дженнифер Блэнк, американская актриса.
- 22 апреля — Шаво Одаджян, басист американской рок-группы «System of a Down».
- 23 апреля — Бэрри Уотсон, американский актёр и модель.
- 25 апреля — Урсула Штраус, австрийская актриса.
- 26 апреля
  - Джоуи Джордисон, барабанщик ню-метал группы «Slipknot».
  - Ивана Милишевич, американская актриса и модель хорватского происхождения.
- 28 апреля — Пенелопа Крус, испанская актриса.
- 29 апреля
  - Ирина Дмитракова, российская актриса, топ-модель, продюсер, теле- и радиоведущая.
  - Анггун, индонезийская поп-певица и автор песен в стиле RnB, проживающая во Франции.
- 30 апреля — Андрей Губин, российский эстрадный певец.

### Май
- 1 мая — Тиффани Фэллон, американская фотомодель.
- 2 мая — Владимир Шаталин, старший прапорщик ФСБ РФ, Герой Российской Федерации (посмертно, ум. в 2002).
- 5 мая — Трейси Майклз, американский музыкант, ударник глэм-панк группы «Peppermint Creeps» (ум. в 2008).
- 7 мая — Кристоффер Боэ, датский режиссёр.
- 8 мая — Александр Омельяненко, российский военнослужащий, полковник ВВС РФ, Герой Российской Федерации.
- 10 мая — Кэтрин МакКорд, американская актриса, фотомодель, журналистка, телеведущая и блогер.
- 11 мая — Марина Плотникова, советская школьница, первая женщина — Герой Российской Федерации (1992, посмертно, ум. в 1991)
- 13 мая — Сергей Вальский, российский подводник-гидронавт ВМФ России, испытатель глубоководной военной техники, Герой Российской Федерации.
- 14 мая — Анна Михалкова, российская актриса, старшая дочь Никиты Михалкова.
- 16 мая — Лаура Паузини, итальянская певица
- 17 мая — Зузана Фиалова, словацкая актриса и кинорежиссёр, входит в труппу Словацкого национального театра.
- 20 мая — Олеся Судзиловская, советская и российская актриса театра и кино, тележурналист.
- 21 мая — Джульет Коуэн, английская актриса.
- 22 мая — Эй Джей Лангер, американская актриса.
- 23 мая
  - Джуэл Килчер, американская певица, композитор, актриса.
  - Мануэла Швезиг, немецкая политическая деятельница.
  - Моника Наранхо, популярная испанская певица.
  - Чарли Ян, гонконгская актриса и певица.
- 24 мая — Ксения Алфёрова, российская актриса театра и кино, телеведущая.
- 25 мая — Мария Фернанда Кандиду, бразильская актриса и модель.
- 26 мая — Олег Саитов, российский боксёр, двукратный олимпийский чемпион (1996, 2000), чемпион мира, двукратный чемпион Европы, заслуженный мастер спорта России.
- 27 мая
  - Эвелина Петрова, российский музыкант, композитор, аккордеонистка.
  - Медея Маринеску, румынская актриса.
- 28 мая — Алиша Миншью, американская актриса мыльных опер.
- 29 мая — Габриэла Вергара, венесуэльская актриса.
- 30 мая — Big L, исполнитель рэпа (ум. в 1999).
- 31 мая
  - Ара Сели, американская актриса.
  - Александр Костоглод, российский спортивный гребец, 6-кратный чемпион мира, заслуженный мастер спорта России.
  - Алеся Маньковская, белорусская певица и актриса.

### Июнь
- 1 июня
  - Аланис Мориссетт, канадская певица.
  - Мелисса Сейджмиллер, американская актриса.
- 2 июня — Лиа Кэрнс, канадская актриса.
- 6 июня — Соня Уолгер, английская телевизионная актриса
- 7 июня
  - Эдвард Майкл «Беар» Гриллс, британский путешественник, телевизионный ведущий и писатель.
  - Флавия Алессандра, известная бразильская актриса театра, кино и телевидения.
- 8 июня — Юлия Каманина, российская актриса театра и кино, сценарист.
- 10 июня
  - Дмитрий Петров, российский военнослужащий, гвардии старший лейтенант ВДВ, Герой Российской Федерации (посмертно, ум. в. 2000).
  - Евгений Стычкин, российский актёр театра и кино.
- 12 июня
  - Алексей Пивоваров, российский  журналист, медиаменеджер, теле- и радиоведущий, блогер.
  - Татьяна Завьялова, российская топ-модель, телеведущая.
- 13 июня — Бранд Родерик, американская модель и актриса.
- 18 июня — Сергей Шариков, российский фехтовальщик, двукратный олимпийский чемпион (1996, 2000), трёхкратный чемпион мира, пятикратный чемпион Европы, заслуженный мастер спорта России.
- 19 июня
  - Дарья Волга, российская актриса, телеведущая, художница.
  - Дженнифер Сибел, американская актриса, режиссёр, сценарист и продюсер.
- 21 июня — Мэгги Сифф, американская актриса.
- 22 июня — Алисия Горансон, американская актриса.
- 25 июня — Ольга Родионова, российская фотомодель ню, актриса и телеведущая.
- 27 июня — Таша Строгая, российский художник-модельер, телеведущая.

### Июль
- 4 июля — Денис Панкратов, российский пловец, спортивный журналист, телекомментатор и телеведущий, двукратный олимпийский чемпион (1996), чемпион мира, пятикратный чемпион Европы, многократный рекордсмен мира, заслуженный мастер спорта России.
- 5 июля — Тутта Ларсен, российская виджей.
- 8 июля
  - Диана Арбенина, российская певица, поэт, музыкант, солистка рок-группы «Ночные Снайперы».
  - Жанна Фриске, российская эстрадная певица, киноактриса (ум. в 2015).
- 12 июля — Шарон ден Адель, нидерландская вокалистка.
- 13 июля — Алексей Попов, российский журналист и телекомментатор.
- 13 июля — Дебора Кокс, канадско-американская ритм-энд-блюз и соул-певица, автор песен и актриса.
- 15 июля
  - Александр Селезнёв, прапорщик милиции РФ, Герой Российской Федерации (посмертно, ум. в 1999).
  - Владимир Семенков, российский военнослужащий, подполковник, Герой Российской Федерации (ум. в 2007).
- 17 июля — Олег Шипицын, российский военнослужащий, старший матрос ВМФ РФ, Герой Российской Федерации (посмертно, ум. в 2022).
- 23 июля
  - Стефани Марч, американская актриса и публичный деятель.
  - Кэтрин Хан, американская актриса и комедиантка
- 21 июля — Доктор Александров (полное имя и фамилия – Денис Александров), российский музыкант.
- 22 июля 
  - Андрей Захарчук, российский военнослужащий, прапорщик морской пехоты России, Герой Российской Федерации (посмертно, ум. в 1995).
  - Франка Потенте, немецкая киноактриса.
- 26 июля — Наталья Доля, советская и украинская актриса театра и кино, народная артистка Украины (2011)
- 30 июля
  - Хилари Суонк, американская актриса, двукратный лауреат премии «Оскар» и «Золотой глобус», обладательница звезды на голливудской «Аллее славы».
  - Эмилия Фокс, британская актриса театра и кино.

### Август
- 2 августа — Энджи Сепеда, колумбийская актриса.
- 6 августа — Оксана Кузьменко, российская балерина, народная артистка России.
- 6 августа
  - Наталья Коренная, российская актриса театра и кино.
  - Эвер Кэррадайн, американская актриса.
- 10 августа — Юлия Курочкина, российская фотомодель, «Мисс Мира»–1992.
- 11 августа
  - Крис Мессина, американский киноактёр.
  - Оскар Кучера, российский актёр, музыкант, теле- и радиоведущий.
- 14 августа — Ана Матроник, американская певица.
- 15 августа — Наташа Хенстридж, канадская киноактриса, фотомодель.
- 16 августа — Алла Довлатова, российская радио- и телеведущая, актриса.
- 17 августа
  - Лариса Черникова, российская певица.
  - Джулиана Ранчич, американская журналистка, телеведущая, актриса, сценарист и продюсер.
- 19 августа — Сергей Рыжиков, лётчик-космонавт Российской Федерации, Герой Российской Федерации.
- 20 августа — Эми Адамс, американская актриса и певица, пятикратная номинантка на «Оскар».
- 21 августа — Эми Фишер, американка, получившая широкую известность как «лонг-айлендская Лолита».
- 22 августа
  - Марат Башаров, российский актёр театра, кино и дубляжа, телеведущий, лауреат Государственной премии Российской Федерации.
  - Сергей Цветков, старший лейтенант Внутренних войск МВД РФ, Герой Российской Федерации (посмертно, ум. в 2009).
- 23 августа — Константин Новосёлов, английский физик, лауреат Нобелевской премии по физике 2010 года.
- 23 августа — Сергей Жадан, украинский поэт, прозаик, переводчик.
- 24 августа
  - Далила Карму, португальская актриса театра и кино.
  - Дженнифер Льен, американская актриса, кинопродюсер и врач.
- 26 августа — Мередит Итон, американская актриса.
- 27 августа — Феофилакт (Курьянов), Архиерей Русской Православной Церкви, Архиепископ Пятигорский и Черкесский.
- 28 августа — Стеффиана де ла Крус, американская актриса и фотомодель.

### Сентябрь
- 3 сентября — Клэр Крамер, американская актриса, кинорежиссёр, сценарист и кинопродюсер.
- 4 сентября
  - Нона Гэй, американская актриса, певица, автор песен и фотомодель.
  - Кармит Бачар, американская певица, танцовщица, модель.
- 5 сентября — Алексей Скворцов, прапорщик милиции РФ, Герой Российской Федерации (посмертно, ум. в 1996).
- 8 сентября
  - Алексей Петров, российский тяжелоатлет, олимпийский чемпион (1996), чемпион мира, пятикратный рекордсмен мира, заслуженный мастер спорта России.
  -  Борис Рыжий, российский поэт (ум. в 2001).
- 10 сентября 
  - Райан Филипп, американский актёр.
  - Александр Ревва, российский шоумен, комедийный актёр, телеведущий, певец.
- 14 сентября
  - Олеся Власова, актриса театра и кино.
  - Константин Константинов, российский актёр театра и кино.
- 18 сентября — Эмили Разерфорд, американская актриса.
- 19 сентября — Виктория Сильвстедт, шведская фотомодель, актриса, певица и телеведущая.
- 20 сентября 
  - Карина Азнавурян, российская фехтовальщица, двукратная олимпийская чемпионка (2000, 2004), чемпионка мира, чемпионка Европы по фехтованию на шпагах, заслуженный мастер спорта России.
  - Катя Лель, российская эстрадная поп-певица.
- 23 сентября — Виктор Низовой, российский актёр театра и кино, народный артист России (2022).
- 24 сентября
  - Джеки Сэндлер, американская актриса и фотомодель.
  - Владимир Тамгин, сержант милиции РФ, Герой Российской Федерации (посмертно, ум. в 2000).
  - Каталина Вольф, венгерская певица.
  - Мишель Рэй Смит, американская актриса мыльных опер.
- 27 сентября — Кэрри Браунстин, американская писательница, музыкант и актриса.
- 28 сентября — Мария Киселёва, российская синхронистка, трёхкратная чемпионка Олимпийских игр, трёхкратная чемпионка мира, девятикратная чемпионка Европы, телеведущая.

### Октябрь
- 1 октября — Шерри Сом, американская актриса
- 2 октября
  - Юлия Авшарова, российская актриса театра и кино, заслуженная артистка Российской Федерации, театральный педагог.
  - Кортни Хэнсен, американская телеведущая, журналистка, актриса и писательница.
- 3 октября — Мария Звонарёва, российская актриса театра и кино.
- 5 октября — Хизер Хидли, американская певица, автор песен, музыкальный продюсер и актриса.
- 6 октября — Дмитрий Губерниев, российский телеведущий и спортивный комментатор.
- 7 октября
  - Эллисон Манн, американская актриса.
  - Руслан Нигматуллин, российский футболист, вратарь.
- 10 октября 
  - Григорий Антипенко, российский актёр театра и кино.
  - Елена Антонова, российская синхронистка, трёхкратная чемпионка Европы, олимпийская чемпионка (2000), заслуженный мастер спорта России.
- 12 октября
  - Кейт Бихан, австралийская актриса.
  - Сергей Верлин, советский, российский спортсмен, 4-хкратный чемпион мира по гребле на байдарках и каноэ, заслуженный мастер спорта России, заслуженный тренер России, главный тренер сборной России по гребле на байдарках и каноэ.
  - Дмитрий Дорофеев, лётчик ВВС России, старший лейтенант, Герой Российской Федерации (посмертно, ум. в 2002).
  - Роман Игошин, старший лейтенант ВДВ, Герой Российской Федерации (посмертно, ум. в 199).
  - Мари Уилсон, американская актриса мыльных опер
- 14 октября
  - Джессика Дрейк, американская киноактриса.
  - Натали Мэнс, американская певица, автор песен, гитаристка и актриса.
  - Екатерина Двигубская, российская киноактриса, продюсер, кинорежиссёр, сценаристка и писательница.
- 18 октября — Чжоу Сюнь, китайская актриса и певица.
- 21 октября — Наталья Рогожкина, российская актриса театра и кино.
- 23 октября — Аравинд Адига, индийский журналист и писатель, лауреат Букеровской премии 2008 года.
- 26 октября
  - Розмари Деуитт, американская актриса театра, кино и телевидения.
  - Равина Тандон, индийская актриса, кинопродюсер и фотомодель.
- 28 октября — Даянара Торрес, пуэрто-риканская актриса и фотомодель.
- 29 октября — Евгения Чиркова, российская актриса и певица. Актриса Театра на Малой Бронной.

### Ноябрь
- 2 ноября
  - Алексей Шевченков, российский актёр театра и кино, заслуженный артист Российской Федерации.
  - Nelly, американский рэпер, актёр и предприниматель.
- 3 ноября — Сонали Кулкарни, индийская актриса
- 6 ноября — Зоуи Маклеллан, американская телевизионная актриса.
- 9 ноября
  - Алессандро Дель Пьеро, итальянский футболист.
  - Бриджет Маасланд, нидерландская актриса, продюсер, фотомодель, журналистка и телеведущая.
  - Джованна Меццоджорно, итальянская актриса театра и кино.
- 10 ноября — Джулия Зигель, немецкая актриса, фотомодель, журналистка и телеведущая.
- 11 ноября
  - Олеся Железняк, российская актриса театра и кино, телеведущая.
  - Леонардо Ди Каприо, американский актёр.
- 12 ноября
  - Тамала Джонс, американская актриса.
  - Лурдес Бенедикто, американская телевизионная актриса.
- 13 ноября — Сергей Рязанский, лётчик-космонавт Российской Федерации, Герой Российской Федерации, первый в истории учёный — командир космического корабля.
- 15 ноября — Чед Крюгер, канадский музыкант, вокалист и гитарист рок-группы Nickelback.
- 16 ноября — Брук Эллиотт, американская актриса и певица.
- 17 ноября
  - Лесли Бибб, американская актриса, модель и продюсер.
  - Жарик Леон, колумбийская актриса.
- 18 ноября — Хлоя Севиньи, американская актриса французского происхождения и бывшая модель.
- 19 ноября — Алексей Бровкович, лейтенант милиции, Герой Российской Федерации (посмертно) (ум. в 1995).
- 20 ноября
  - Александр Попов, российский военный деятель, полковник, Герой Российской Федерации  (2014, ум. в 2018).
  -  Мариса Райан, американская актриса.
- 26 ноября 
  - Александр Иванов, российский военный лётчик, капитан ВВС, Герой Российской Федерации (посмертно, ум. в 1999).
  - Тэмми Линн Майклз, американская актриса.
- 27 ноября — Дмитрий Лисицкий, российский военнослужащий, гвардии подполковник, Герой Российской Федерации (ум. в 2023)).
- 29 ноября — Ольга Новокщёнова, российская синхронистка, двукратная чемпионка Олимпийских игр (2000, 2004) в групповых упражнениях, чемпионка мира, шестикратная чемпионка Европы, pаслуженный мастер спорта России
- 30 ноября — Магали Амедей, французская модель.

### Декабрь
- 9 декабря — Луиза Брэдшоу-Уайт, английская актриса.
- 12 декабря 
  - Сергей Власов, майор ФВБ России, Герой Российской Федерации (посмертно, ум. в 2006).
  - Владимир Карпушенко, полковник морской пехоты РФ, Герой Российской Федерации.
- 13 декабря
  - Сара Кокс, английская журналистка, телеведущая.
  - Дебби Матенопулос, американская журналистка, телеведущая и актриса.
- 17 декабря
  - Мария Глазкова, российская балерина, народная артистка России
  - Сара Полсон, американская театра, кино и телевидения, кинорежиссёр и кинопродюсер.
  - Марисса Рибизи, американская актриса и сценарист.
  - Ника Турбина, поэтесса, известна своими стихотворениями, которые написала в раннем возрасте (ум. в 2002).
- 18 декабря — Шона Робертсон, канадско-американская актриса и кинопродюсер.
- 23 декабря — Мария Глазкова, российская актриса театра и кино.
- 24 декабря — Марсело Салас, чилийский футболист.
- 27 декабря
  - Алёна Винницкая, украинская автор и исполнитель песен в стиле поп-рок, бывшая солистка украинско-русской женской поп-группы «ВИА Гра».
  - Кайли Кокрен, американская актриса.
- 29 декабря
  - Твинкл Кханна, индийская актриса.
  - Евгений Тарелкин, лётчик-космонавт Российской Федерации, Герой Российской Федерации.
- 30 декабря — Ирма Витовская, украинская актриса театра и кино.

## Скончались
См. также: Категория:Умершие в 1974 году
Список умерших в 1974 году
- 3 января — Максим Штраух, советский актёр театра и кино, театральный режиссёр.
- 5 января — Лев Оборин, российский советский пианист и композитор.
- 6 января — Хосе Давид Альфаро Сикейрос, мексиканский художник, лауреат Международной Ленинской премии.
- 4 марта — Михаил Тихонравов, советский конструктор космической и ракетной техники.
- 12 марта — Николай Королёв, советский спортсмен (боксёр).
- 17 марта — Луис Кан, американский архитектор.
- 2 апреля — Жорж Помпиду, президент Французской Республики (умер в должности).
- 12 апреля — Евгений Вучетич, советский скульптор-монументалист.
- 19 апреля — Мухаммед Айюб Хан, фельдмаршал, президент Пакистана в 1958—1969 годах.
- 24 апреля — Франц Йонас, президент Австрии (умер в должности).
- 15 мая — Фриц Бааде, немецкий экономист.
- 24 мая — Дюк Эллингтон, американский руководитель джаз-оркестра и джазовый композитор.
- 9 июня — Мигель Анхель Астуриас, гватемальский писатель, лауреат Нобелевской и Международной Ленинской премий.
- 11 июня — Юлиус Эвола, итальянский мыслитель, эзотерик и писатель.
- 18 июня — Георгий Жуков, советский полководец, Маршал Советского Союза.
- 1 июля — Хуан Доминго Перон, президент Аргентины (умер в должности).
- 2 июля — Илья Варшавский, советский писатель-фантаст.
- 11 июля — Пер Лагерквист, шведский писатель, лауреат Нобелевской премии по литературе.
- 20 августа — Алиса Коонен, русская советская актриса.
- 26 августа — Чарльз Линдберг, американский лётчик, 1-й перелетевший через Атлантику.
- 31 августа — Норман Кёрк, премьер-министр Новой Зеландии (умер в должности).
- 19 сентября — Сергей Гурзо, советский актёр.
- 30 сентября — Карлос Пратс, чилийский военный деятель, генерал, бывший вице-президент.
- 2 октября — Василий Шукшин, русский советский писатель, кинорежиссёр, актёр, сценарист.
- 24 октября — Давид Ойстрах, советский российский скрипач, альтист и дирижёр.
- 24 октября — Екатерина Фурцева, советский государственный и партийный деятель.
- 27 октября — Людмила Павличенко, русский советский снайпер.
- 1 ноября — Геннадий Шпаликов, советский поэт, киносценарист и кинорежиссёр.
- 8 ноября — Вольф Мессинг, советский эстрадный артист-менталист и гипнотизёр.
- 12 ноября — Сергей Урусевский, советский кинооператор и кинорежиссёр.
- 13 ноября — Витторио Де Сика, итальянский режиссёр и актёр.
- 17 ноября — Эрскин Чайлдерс, президент Ирландии (умер в должности).
- 23 ноября – Асерате Касса, эфиопский государственный и военный деятель, вице-король Эритреи.
- 25 ноября — У Тан, бирманский дипломат и третий Генеральный секретарь ООН.
- 28 ноября — Константин Мельников, советский архитектор-авангардист.
- 29 ноября — Пэн Дэхуай, государственный и военный деятель КНР, маршал.
- 2 декабря — Зинаида Ермольева, советский учёный-микробиолог и эпидемиолог, создатель антибиотиков в СССР.
- 6 декабря — Роберт Бартини, советский авиаконструктор.
- 6 декабря — Николай Кузнецов, советский флотоводец, Адмирал Флота Советского Союза.
- 27 декабря — Нина Иванова, советская художница, живописец).

## Нобелевские премии
- Физика — Мартин Райл и Энтони Хьюиш — «За пионерские исследования в области радиофизики».
- Химия — Пол Джон Флори — «За фундаментальные достижения в области теории и практики физической химии макромолекул».
- Медицина и физиология — Альбер Клод, Кристиан де Дюв, Джордж Паладе — «За открытия, касающиеся структурной и функциональной организации клетки».
- Экономика — Фридрих Август фон Хайек и Карл Гуннар Мюрдаль — «За основополагающие работы по теории денег и экономических колебаний и глубокий анализ взаимозависимости экономических, социальных и институциональных явлений».
- Литература:
  - Эйвинд Юнсон — «За повествовательное искусство, прозревающее пространство и время и служащее свободе»;
  - Харри Мартинсон — «За творчество, в котором есть всё — от капли росы до космоса».
- Премия мира:
  - Шон Макбрайд — «За создание международных механизмов наблюдения за состоянием прав человека»;
  - Эйсаку Сато — «За политику антимилитаризма».